# هاريشاران
هاريشان سي شادري، المعروف باسم هاريشاران من مواليد 20 مارس 1987، هو مغني كارناتيكي هندي ومغني تشغيل وموسيقي يعمل في الغالب في الموسيقى والسينما الأمريكية والمالكية والتنبؤ والكنادية . غنى 2000 أغنية في الأفلام والألبومات.
كان الأول في فيلم تاميلي للمخرج خادال، في موسيقى جوشو سريدهار عندما كان يبلغ من العمر 17 عامًا، واستمر في تسجيل ثلاث أغنيات في فيلمه الأول. تم ترشيح أغنيته انكان لربون لجواز الفيلم السينيمائية عام 2005 والتي لاقت شهرة واسعة.  لكنه لم يصبح مشهورًا إلا بعد أدائه لأغنية "Thuli" من ألحان يوفان شانكار رجا لفيلم Paiyaa (2010).